# Uroblaniulus atlantus
Uroblaniulus atlantus är en mångfotingart som först beskrevs av Chamberlin 1946.  Uroblaniulus atlantus ingår i släktet Uroblaniulus och familjen Parajulidae. Inga underarter finns listade i Catalogue of Life.